# Robert Fico

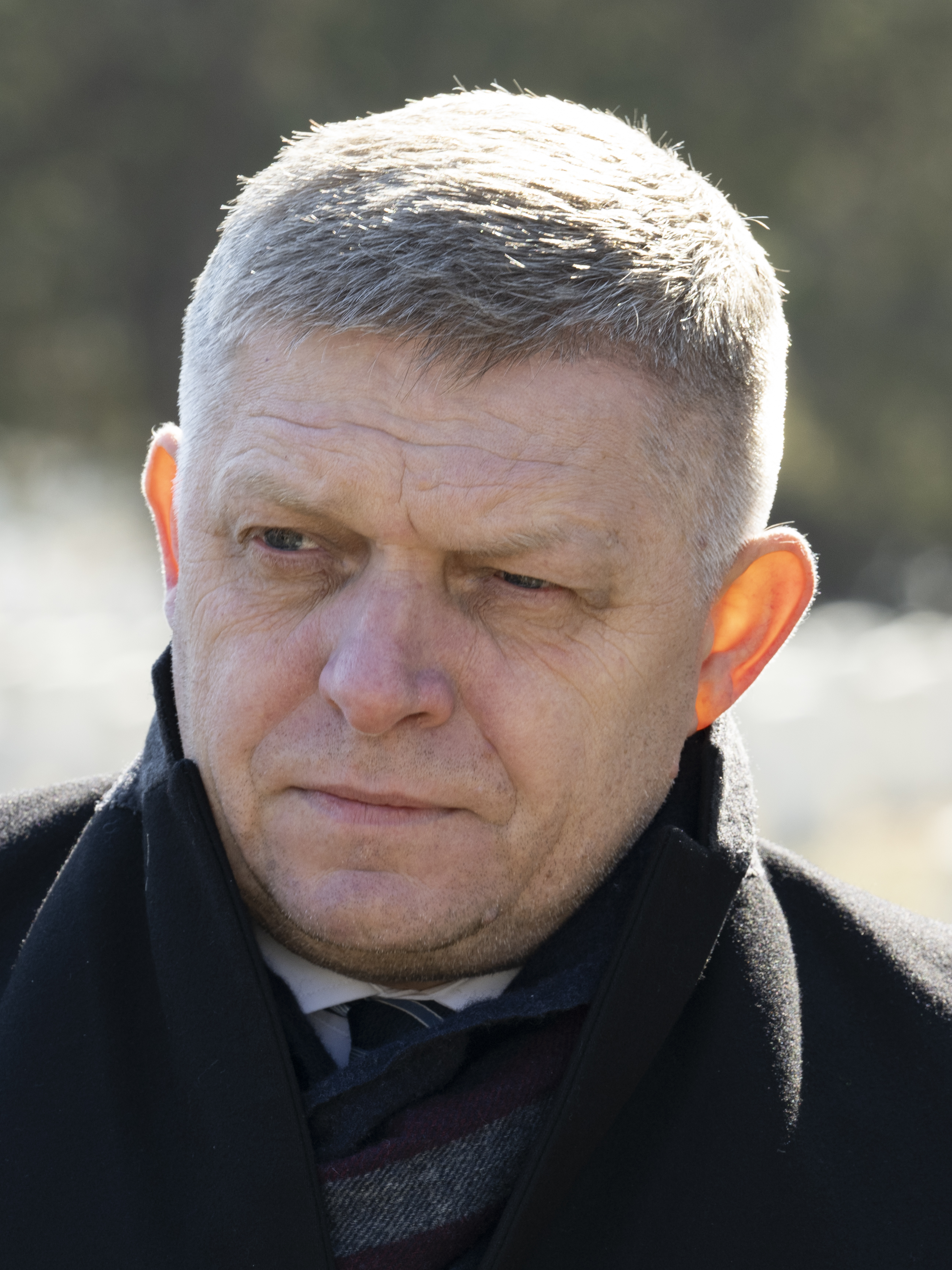
Robert Fico (2025)

Robert Fico [ˈfitsɔ] (* 15. September 1964 in Topoľčany, Tschechoslowakei) ist ein slowakischer Jurist, Politiker und Vorsitzender der von ihm gegründeten Partei Smer – slovenská sociálna demokracia (Richtung – Slowakische Sozialdemokratie). Seit 2023 ist er erneut Ministerpräsident der Slowakei – dieses Amt hatte er bereits von 2006 bis 2010 und von 2012 bis 2018 inne. Während seiner ersten Regierungszeit trat das Land dem Schengen-Abkommen und der Eurozone bei.

## Leben

### Ausbildung und berufliche Laufbahn
Fico studierte von 1982 bis 1986 an der Juristischen Fakultät der Comenius-Universität Bratislava, danach absolvierte er von 1986 bis 1987 seinen Wehrdienst bei der tschechoslowakischen Volksarmee. Von 1987 bis 1988 erwarb Fico eine Qualifikation zur Ausübung des Richteramtes, anschließend absolvierte er von 1988 bis 1992 ein postgraduales Studium im Staats- und Rechtsinstitut der Slowakischen Akademie der Wissenschaften.
Seine berufliche Laufbahn begann Fico 1986 als wissenschaftlicher Mitarbeiter für Strafrecht am Rechtsinstitut des slowakischen Justizministeriums, dieser Arbeit ging er bis 1991 nach. Von 1991 bis 1995 amtierte Fico als Stellvertreter des Rektors des Instituts, von 1994 bis 2000 wirkte er als Vertreter der Slowakei vor der Europäischen Kommission für Menschenrechte und dem Europäischen Gerichtshof für Menschenrechte.

### Einstieg in die Politik
Seine politische Laufbahn begann Fico am 14. April 1987 mit dem Eintritt in die tschechoslowakische KP, bei welcher er bis 1990 Mitglied blieb. Ab 1990 engagierte er sich in der postkommunistischen Strana demokratickej ľavice (Partei der demokratischen Linken, SDĽ), für welche er 1992 erstmals als Abgeordneter in den slowakischen Nationalrat einzog. Nach der Nationalratswahl in der Slowakei 1994 wurde Fico bis 1996 Chef des Parlamentsclubs der SDĽ. Als nach den Parlamentswahlen 1994 die späteren Regierungsparteien der Mečiar-Koalition in der nächtlichen Parlamentssitzung vom 3./4. November die wichtigsten Staatsfunktionen untereinander aufteilten, war Fico der einzige Oppositionsabgeordnete, der die Sitzung nicht aus Protest verließ und mit den Parteien der Mečiar-Koalition über die zukünftige Ausrichtung des Landes diskutierte und Anträge einbrachte.
1999 trat Fico, zu diesem Zeitpunkt bereits Vizevorsitzender seiner Partei, aus der SDĽ aus. Als Begründung führte er die mangelnde interne Unterstützung. Im gleichen Jahr gründete er die neue Partei Smer (Richtung) und wurde ihr Vorsitzender. Sofort danach schoss die Partei auf 7,8 % in den Umfragen, womit sie in den slowakischen Nationalrat eingezogen wäre. Fico nutzte bei der Gründung die Wählerenttäuschung über die neue Regierung unter Mikuláš Dzurinda. Mit kritischen Stellungnahmen zu den Regierungsparteien wie auch zum Ex-Ministerpräsidenten Vladimír Mečiar und dessen HZDS gelang es ihm, eine große Anhängergruppe zu gewinnen. Binnen eines Jahres erhielt die Partei in Umfragen schon 23 %, wobei diese Zahlen von Ficos persönlichen Beliebtheitswerten als mittlerweile beliebtestem slowakischen Politiker noch übertroffen wurden. Dagegen fiel das Ergebnis für die Smer-Partei bei der Nationalratswahl 2002 mit 13,5 % deutlich schlechter aus, was laut dem Slowakei-Experten Tim Haughton an den zunehmend von Hass erfüllten Attacken Ficos gegen Ministerpräsident Dzurinda, einer Offenheit zu möglichen Koalitionspartnern und der Kampagne einer finanzstarken NGO gegen Fico lag.
Von 2002 bis 2006 fungierte Fico im Nationalrat als Vorsitzender des Smer-Parlamentsclubs. 2004 war er kurzzeitig Mitglied des Europäischen Parlaments. Seit Anfang der 2010er Jahre berichteten Medien über eine Verbindung Ficos mit Jana Halászová, der Sekretärin in der Smer-SD-Zentrale. Kritisch wurde gesehen, dass er ihr möglicherweise finanzielle und politische Privilegien zukommen ließ. Im Zusammenhang mit dem Mord an Ján Kuciak und dessen Freundin rückte Ficos „Beraterin“ Mária Trošková in den Blick der Öffentlichkeit.

### Erste Amtszeit als Ministerpräsident (2006–2010)

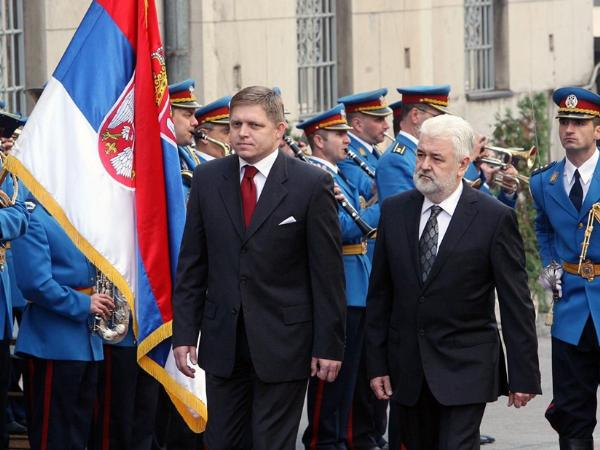
Robert Fico mit dem serbischen Ministerpräsidenten Mirko Cvetković während seines Staatsbesuchs in Belgrad im Oktober 2008

Im Juni 2006 fanden in der Slowakei vorgezogene Neuwahlen statt. Sie endeten mit einem Sieg für Robert Fico und seine linkspopulistische Partei Smer-SD, die eine Woche nach den Wahlen einen Koalitionsvertrag mit der nationalistischen SNS von Ján Slota und der stark geschwächten HZDS von Ex-Ministerpräsident Vladimír Mečiar schloss. Die neue Koalition wurde von kritischen Medien unter anderem als Gruselkabinett und Katastrophe bezeichnet, da zum einen befürchtet wurde, dass die Beteiligung der beiden in den 1990er Jahren regierenden Parteien HZDS und SNS an der Koalition den EU- und NATO-Kurs des Landes gefährden könnte, zum anderen weil die linkspopulistische Smer-SD die neoliberale Politik der Dzurinda-Regierung nicht weiter fortsetzen wollte. Bei den Präsidentschaftswahlen 2009 konnte sich der von der Regierung Fico unterstützte amtierende Präsident Ivan Gašparovič gegen die oppositionelle Iveta Radičová klar durchsetzen.

### Oppositionsführer (2010–2012)
Bei den Parlamentswahlen 2010 wurde die Smer-SD zwar sogar mit Stimmengewinnen als stärkste Partei bestätigt, die Regierungskoalition verlor jedoch ihre Mehrheit. Fico übernahm daraufhin das Amt des Vizepräsidenten des slowakischen Parlamentes.

### Zweite Amtszeit als Ministerpräsident (2012–2016)

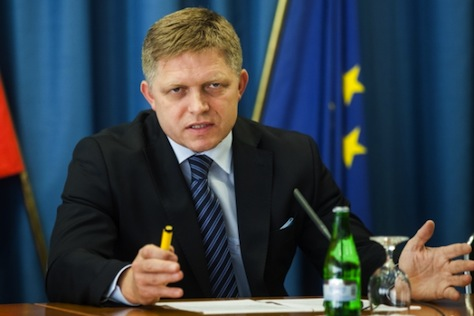
Fico während einer Pressekonferenz 2014

Bei den Parlamentswahlen im März 2012 erreichte die Smer-SD einen Stimmanteil von 44,4 Prozent, stellte 83 Abgeordnete im slowakischen Nationalrat mit 150 Sitzen und bildete allein die Regierung, vier Minister waren parteilos.
Fico kandidierte als Präsidentschaftskandidat für die Präsidentschaftswahl in der Slowakei 2014. Dabei versprach Fico den Wählern vor allem Stabilität in bevorstehenden schwierigen Zeiten sowie eine kontinuierliche Zusammenarbeit der drei höchsten Verfassungsträger im Land zugunsten aller Bürger und sozialen Frieden. Unterstützt wurde er von allen drei ehemaligen Präsidenten der Slowakei wie auch der Konföderation der Gewerkschaften im Land. Darüber hinaus sprachen auch der französische Staatschef François Hollande, der Präsident des Europaparlaments, Martin Schulz, sowie der tschechische Präsident Miloš Zeman öffentlich ihre Unterstützung für Fico aus. Den ersten Wahlgang konnte Fico wie erwartet für sich entscheiden, unterlag aber in der Stichwahl dem parteilosen, jedoch von sämtlichen Oppositionsparteien unterstützten Kandidaten Andrej Kiska.

### Dritte Amtszeit als Ministerpräsident (2016–2018)

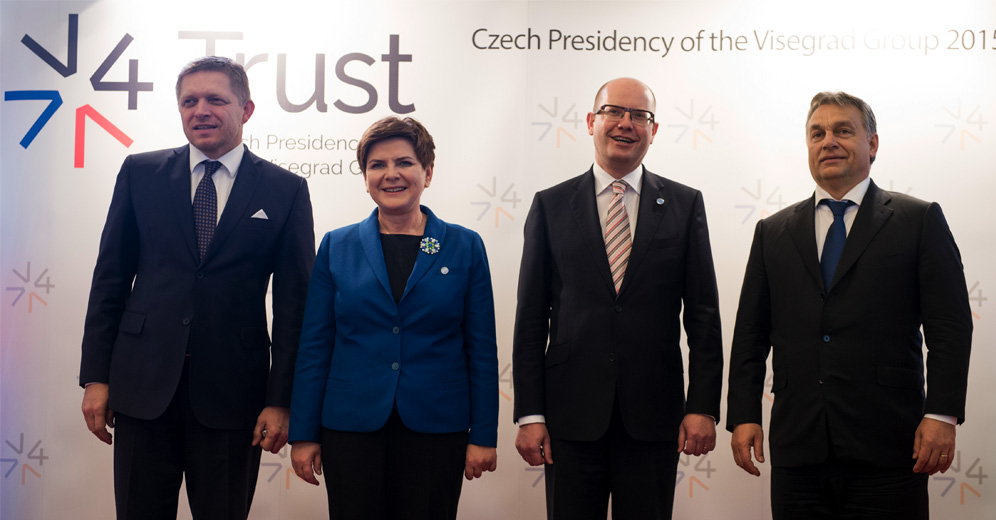
Treffen der Regierungschefs der Visegrád-Gruppe in Prag 2015: Robert Fico, Beata Szydło, Bohuslav Sobotka und Viktor Orbán

Bei der Parlamentswahl 2016 erreichte Ficos Smer-SD zwar erneut den ersten Platz, erhielt aber nur 28,3 % der abgegebenen Stimmen (nach 44,4 % bei der Wahl zuvor). Am 23. März 2016 bildete Ficos Partei eine Links-Rechts-Koalition mit der nationalistischen SNS, der liberalen slowakisch-ungarischen Partei Most–Híd und der konservativen #Sieť.
Am 14. April 2016 wurde Fico in das Nationale Institut für Herz-Kreislauf-Erkrankungen eingeliefert, nachdem er bei seinem regelmäßigen Lauftraining Druck auf der Brust verspürt hatte. Am 22. April wurde Fico am Herzen operiert. Auf Ersuchen der Familie informierte das Krankenhaus nicht über Ficos Zustand, laut slowakischen Medien wurde Fico von Ärzten ein zweifacher Bypass operiert. Am 1. Mai 2016 wurde Fico aus dem Krankenhaus entlassen.
Im zweiten Halbjahr 2016 hatte die Slowakei unter Fico turnusgemäß die EU-Ratspräsidentschaft inne. Als Ziele ihrer Ratspräsidentschaft formulierte die Slowakei die Abwicklung des Brexits und eine Lösung der Flüchtlings- und Migrationskrise.
Die Ermordung des Journalisten Ján Kuciak und seiner Verlobten im Februar 2018 erregte, auch international, viel Aufsehen. Sie brachte die größten zivilgesellschaftlichen Proteste seit dem Ende des Ostblocks in der Slowakei in Gang und führte zu einer seit 2018 anhaltenden Krise in dem Land. Kuciak hatte zuletzt zu Verbindungen der italienischen Mafia bis in höchste slowakische Regierungskreise recherchiert. Am 12. März 2018 trat Robert Kaliňák von seinen Ämtern als Innenminister und Vizepremier zurück. In den Tagen zuvor hatten zehntausende Bürger in Bratislava und anderen Städten demonstriert und auch Ficos Rücktritt gefordert. Am 19. März 2018 musste Fico sich einem Misstrauensvotum im Parlament stellen.
Bereits am 14. März 2018 bot er überraschend seinen Rücktritt an; als Bedingung dafür nannte er jedoch unter anderem, dass seine Partei Smer das Vorschlagsrecht für einen Nachfolger behalten solle. Am Tag darauf nahm der Präsident der Slowakei Ficos Rücktritt an und beauftragte dessen bisherigen Stellvertreter Peter Pellegrini mit der Regierungsbildung.

### Nach seinem Rücktritt (2018–2023)
Während der Covid-Pandemie positionierte sich Fico als Impfgegner und demonstrierte gegen Schutzmaßnahmen.
Als die Slowakei Anfang 2022 ein Abkommen mit den Vereinigten Staaten zur Stationierung von US-Soldaten diskutierte, verbündete Fico sich mit rechtsextremen Splitterparteien und bezeichnete die Regierungspolitiker als „Vaterlandsverräter“. Nach dem Beginn des russischen Überfalls auf die Ukraine am 24. Februar 2022 stimmte das Parlament mehrheitlich für diese Stationierung. Die von Russland überfallenen Ukrainer bezeichnet Fico als „Nazis und Faschisten“. Fico und der frühere Innenminister Robert Kaliňák wurden von den Ermittlungsbehörden beschuldigt, eine kriminelle Vereinigung gebildet und Steuervergehen begangen zu haben. Fico saß als Oppositionsführer im Parlament und genoss daher Immunität.

### Vierte Amtszeit als Ministerpräsident (seit 2023)
Bei der Nationalratswahl in der Slowakei 2023 wurde Ficos Smer mit knapp 23 Prozent der Stimmen die stärkste Gruppierung im Parlament. Die slowakische Präsidentin Zuzana Čaputová beauftragte Fico am 2. Oktober 2023 daher mit der Bildung einer neuen Regierung.
Am 11. Oktober 2023 wurde eine Koalition aus Smer, Hlas – sociálna demokracia und Slovenská národná strana mit Fico als Ministerpräsident angekündigt. Am 25. Oktober 2023 wurde er schließlich von Staatspräsidentin Zuzana Čaputová zum Ministerpräsidenten ernannt. Fico stoppte Waffenlieferungen an die Ukraine und behauptete, die NATO und die Vereinigten Staaten wären für den Angriff durch Moskau verantwortlich, was zu Demonstrationen in der ganzen Slowakei führte.
Am 15. Mai 2024 wurden auf Fico nach einer Kabinettssitzung im Kulturhaus in Handlová, etwa 150 Kilometer nordöstlich der Hauptstadt, fünf Schüsse abgefeuert, wovon ihn mindestens einer im Brustbereich traf. Fico wurde in ein Krankenhaus in Banská Bystrica gebracht und notoperiert. Nach Angaben der Regierung schwebte Fico auch nach zwei Tagen und einer zweiten Operation noch immer in Lebensgefahr.
Am 19. Mai verkündete der stellvertretende Ministerpräsident Robert Kaliňák, dass Fico sich außer Lebensgefahr befinde, aber weiterhin intensivmedizinische Behandlung benötige. Am 5. Juli 2024 trat Fico erstmals seit dem Attentat öffentlich auf. Der mutmaßliche Attentäter wurde wegen versuchten Mordes angeklagt.

## Politische Positionen und Handlungen

### Außenpolitik

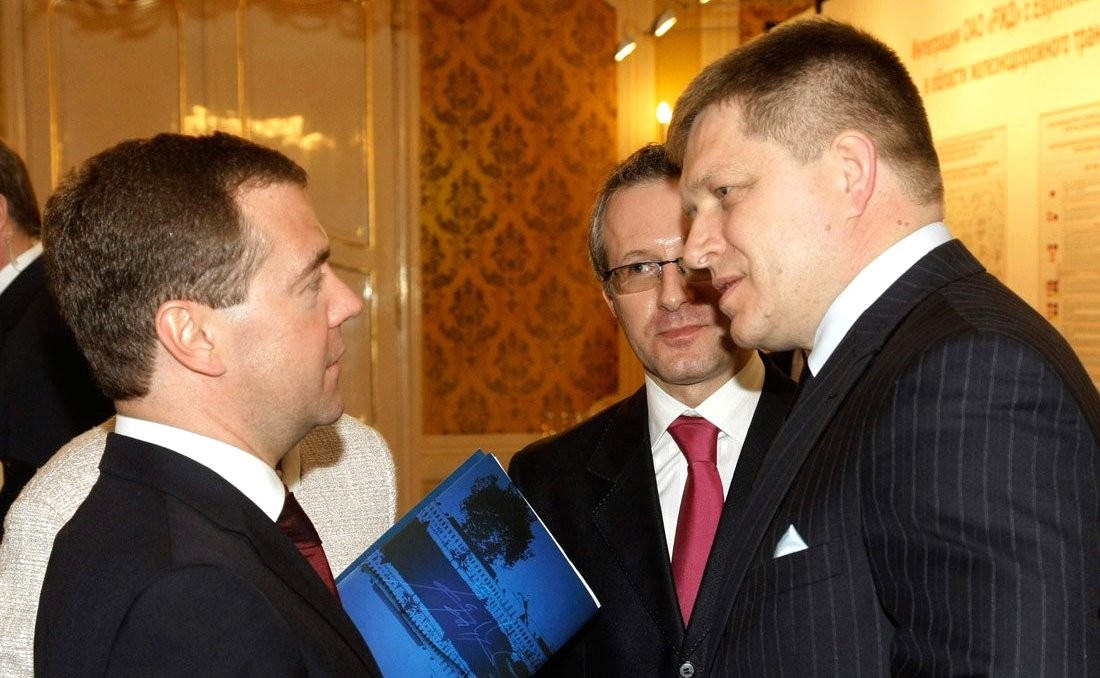
Robert Fico mit dem russischen Staatspräsidenten Dmitri Medwedew 2010

Außenpolitisch schlug die Slowakei unter Ficos erster Regierung 2006–2010 einen weitgehend von den USA unabhängigen Kurs ein und stärkte die Beziehungen zu mehreren Nicht-EU-Staaten wie Russland, Serbien, Belarus, Libyen, Kuba, Venezuela und China. Die Slowakei lehnte die Unabhängigkeit des Kosovo sowie den von den USA geforderten Raketenabwehrschild in Tschechien und Polen ab; während des Kaukasuskrieges 2008 verurteilte Fico die „georgische Aggression“ und nahm Partei für Russland. Im Jahr 2007 zog die slowakische Regierung sämtliche slowakischen Truppen aus dem Irak ab, erhöhte im Gegenzug aber ihre militärische Präsenz in Afghanistan unter der Bedingung, dass slowakische Soldaten nicht für Kampfeinsätze zur Verfügung stehen würden.
Unter Ficos zweiter Regierung 2012–2016 unterstützte die Slowakei offiziell die gemeinsame Position der EU während der völkerrechtswidrigen Annexion der Krim durch Russland und des russischen Kriegs in der Ukraine seit 2014; sie kritisierte aber wiederholt die gegen Russland verhängten Wirtschaftssanktionen und drohte zeitweise gemeinsam mit der Regierung Tschechiens mit einem Veto. Fico bezeichnete die Sanktionen als „nutzlos und kontraproduktiv“. Er wies darauf hin, dass die Slowakei die Ukraine durch die zeitweise Umkehr des Gastransports unterstütze.
Fico führte vor der Parlamentswahl am 30. September 2023 einen Desinformationswahlkampf, wurde anschließend zum vierten Mal zum Ministerpräsident gewählt und kündigte einen Tag später an, keine weitere Militärhilfe für die Ukraine zu leisten: „‚Wir betrachten die Hilfe für die Ukraine ausschließlich als humanitäre und zivile Hilfe, wir werden keine Waffen mehr an die Ukraine liefern.“
Fico behauptete im Januar 2024, der russische Überfall seit 2022 sei in der ukrainischen Hauptstadt Kiew nicht zu spüren. Stunden zuvor hatte es einen russischen Luftangriff auf Kiew gegeben.
Am 22. Dezember 2024 besuchte Fico den russischen Staatspräsidenten Wladimir Putin, gegen den der Internationale Strafgerichtshof – den auch die Slowakei anerkennt – einen Haftbefehl erlassen hatte.
Dies wurde von den Vorsitzenden einiger slowakischer Parteien scharf kritisiert. Der Außenminister Tschechiens Jan Lipavský kritisierte dies und nannte Putin bei X einen „Massenmörder, vor dem man nicht kriechen“ müsse.
Im Juni 2025 stellte Fico einen Austritt der Slowakei aus der NATO in den Raum. Er knüpfte die Zukunft der Mitgliedschaft seines Landes bei dem Militärbündnis an die Bedingung, dass die Slowakei die erhöhten Verteidigungsausgaben, die die NATO von ihren Mitgliedstaaten fordert, auch für Erhalt und Ausbau von Dual-Use-Infrastruktur ausgeben kann.
Im Juli 2025 gab Fico bekannt, Sanktionen der EU gegen Russland nicht länger blockieren zu werden. Er habe alles in seiner Macht stehende getan, um sein Land gegen mögliche negative Folgen der Sanktionen abzusichern.

### Innenpolitik

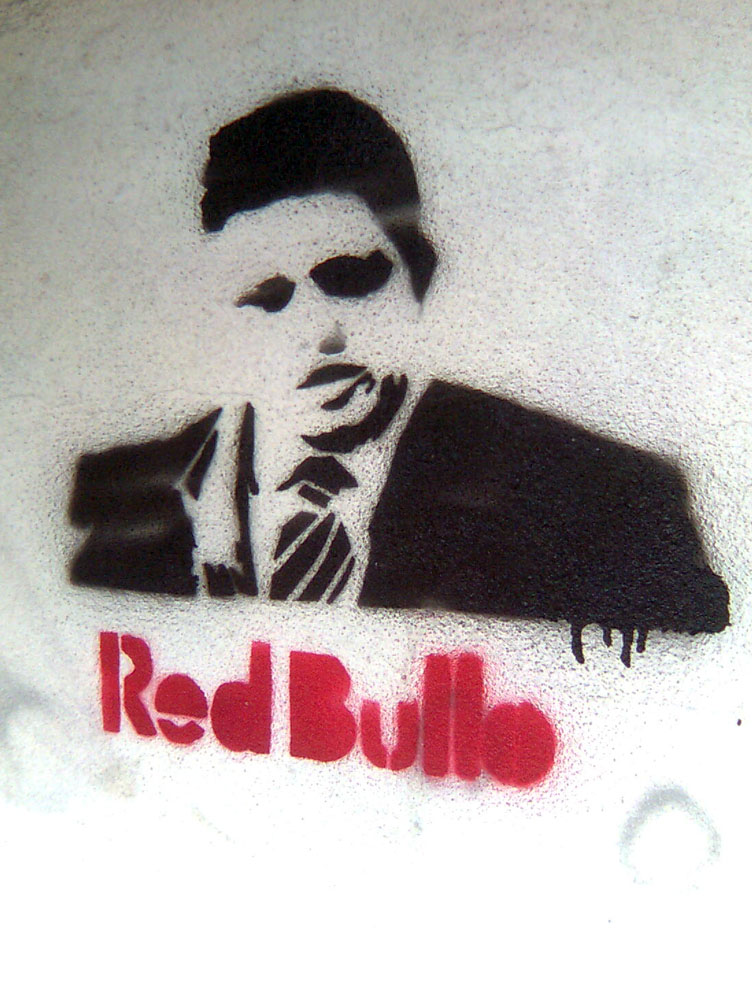
Fico-Karikatur

Fico gilt in der Slowakei als im „sozial-nationalen Kontext“ verankert und konnte so sowohl Stimmen von der Slovenská národná strana als auch der HZDS Vladimír Mečiars gewinnen, durch das ansonsten gemäßigte Mitte-links-Image aber auch von den sozialdemokratischen Parteien SDĽ und SOP. Doch nicht nur inhaltlich nahm Ficos Smer-Partei Anleihen aus der Mečiar-Zeit. Kritiker unterstellten der Partei, auch organisatorisch und finanziell teilweise eine Kontinuität zur sozial-nationalen Epoche der 1990er-Jahre aufzuweisen. So warnte die Fico-kritische Nichtregierungsorganisation ODM bereits 2002 in einer Postkampagne auch vor der Wahl Ficos als „zweiten Mečiar“.
Innenpolitisch kam es zu einer Reihe patriotischer Maßnahmen, z. B. die Aufstellung von Büsten bedeutender historischer slowakischer Persönlichkeiten im Eingangsbereich des Parlamentsgebäudes (inklusive des 2008 per Gesetz rehabilitierten nationalistischen Politikers Andrej Hlinka), die Enthüllung einer Reiterstatue des mährischen Fürsten Svatopluk I. vor der ebenfalls von der Fico-Regierung renovierten Burg Bratislava sowie die Aufstellung von zwei Statuen zu Ehren der Slawenapostel Kyrill und Method in der südslowakischen Grenzstadt Komárno.
Als konfliktreich stellte sich die Medienpolitik der neuen Regierung dar, die während der gesamten Amtszeit Ficos eine gegenüber Journalisten feindliche Haltung einnahm. Für Aufsehen sorgte insbesondere das Pressegesetz der Fico-Regierung von 2008. Den umstrittensten Punkt des Gesetzes stellte das Recht auf Gegendarstellung durch Personen dar, die sich durch veröffentlichte Informationen beleidigt fühlen. Die slowakischen Zeitungen sollten nach dem neuen Gesetz verpflichtet werden, solche Gegendarstellungen zu drucken. Außerdem erhielt das Kulturministerium die Kompetenz, Geldstrafen zu verhängen, falls Zeitungen „gesellschaftlich schädliches Verhalten“ befürworten oder politisch motivierten Hass schüren. Trotz oppositioneller und internationaler Kritik setzte sich die Smer-SNS-HZDS-Koalition über diese Bedenken hinweg und verabschiedete die neue Regelung am 9. April 2008. 2009 rutschte die Slowakei in der Folge auf der Länder-Rangliste der Pressefreiheit von Reporter ohne Grenzen um 37 Plätze auf Platz 44 ab.

### Wirtschaftspolitik
Im März 2012 bekannte sich Fico zum Etatismus und sprach sich für einen „starken Staat“ in der Wirtschaftspolitik aus.
Wirtschaftspolitisch konnte die erste Regierung Fico die Aufnahme der Slowakei zum Schengener Abkommen am 21. Dezember 2007 sowie die Einführung des Euro am 1. Januar 2009 als Erfolg verbuchen. Im Jahr 2007 verzeichnete die Slowakei mit 10,4 % das höchste Wirtschaftswachstum in der gesamten EU. Aufgrund der globalen Finanzkrise schrumpfte das BIP pro Kopf 2009 jedoch um 4,7 %. Die 2004 unter Ministerpräsident Dzurinda eingeführte Flat Tax behielt die Regierung Fico im Wesentlichen bei, es kam jedoch zum Stopp mehrerer Privatisierungsvorhaben, die Regierung blockierte Gaspreiserhöhungen und weitete Arbeiterrechte aus.
Während seiner zweiten Regierung setzte sich Ficos Kabinett das Ziel, die Neuverschuldung der Slowakei, welche 2011 noch 4,6 % betrug, bis Ende 2013 entsprechend den Maastricht-Kriterien der EU auf 3 % zu senken. Als Grundlage dafür wurde die Flat Tax wieder abgeschafft. Eine weitere Neuerung in der Wirtschaftspolitik war die Schaffung des sozialpartnerschaftlich orientierten „Rates für Entwicklung und Solidarität“.

### Migrations- und Flüchtlingspolitik
Seit Beginn der Flüchtlingskrise in Europa ab 2015 positionierte sich Fico als scharfer Gegner der von der EU-Kommission vorgeschlagenen Flüchtlingsquoten. Im September 2015 erklärte Fico in Reaktion auf eine Rede von EU-Kommissionschef Jean-Claude Juncker im europäischen Parlament:

„Zu den Pflichtquoten sage ich nein […] Ich möchte nicht einmal in diesem Land aufwachen und 50.000 Menschen hier haben, über die wir nichts wissen. Ich will keine Verantwortung für einen möglichen terroristischen Angriff tragen, nur weil wir etwas unterschätzt haben.“

Im Hinblick auf die Terroranschläge am 13. November 2015 in Paris warnte er vor der Bildung einer „geeinten muslimischen Gemeinschaft in der Slowakei“:

„Multikulturalismus ist eine Fiktion. Wenn du Migranten reinlässt, könntest du mit solchen Problemen konfrontiert werden.“

Danach kündigte Fico an, jeden Moslem innerhalb der Slowakei überwachen zu wollen, was nach Angaben der Deutsch Türkischen Nachrichten seitens der islamischen Gemeinschaft des Landes und mehrerer Medien auf Kritik stieß. Nach internationalen Protesten rückte Fico vorübergehend von dieser Position ab, weigerte sich jedoch nach den Kölner Übergriffen zu Silvester 2015/16 erneut, weitere muslimische Flüchtlinge aufzunehmen, und forderte einen EU-Sondergipfel zu diesem Thema. Die Integrationsbeauftragte der Bundesregierung, Aydan Özoğuz, nannte diese Haltung unfassbar und populistisch, da „eine ganze Gruppe unter Generalverdacht“ gestellt werde.
In Reaktion auf die Kritik auch von der muslimischen Gemeinde in der Slowakei erklärte Fico:

„Ich sehe keinen Grund dafür, auch nicht die Menschenrechte, auch nicht den Humanismus, auch nicht eigennützige Gründe, wie es zum Beispiel die billige Arbeitskraft ist, dass wir die riesigen Sicherheitsrisiken ignorieren oder verschweigen sollten, die diese Migrationswelle mit sich bringt.“

Auf die Frage, ob die Slowakei auch nach der Bildung von Ficos dritter Regierung während der slowakischen EU-Ratspräsidentschaft verbindliche Quoten weiterhin ablehnen werde, erklärte Fico am 25. Mai 2016 gegenüber der slowakischen Nachrichtenagentur TASR:

„Der Islam hat keinen Platz in der Slowakei. Wir sind doch ein Land, das irgendwie entstanden ist. Machen wir aus uns selbst keine völligen Idioten. Falls mir hier jemand sagen will, dass die Slowakei multikulturell sein will, dass hier jeder machen wird, was er will, dass hier Traditionen geändert werden und dass die Slowakei sich verändert, dann geht es gegen den Grundstein dieses Landes. Ich denke, dass es die Pflicht von Politikern ist, über diese Sachen sehr klar und offen zu reden. Ich habe gesagt, dass ich nicht will, dass in der Slowakei eine geschlossene muslimische Gemeinschaft entsteht, und ich sage es wieder. Ich will nicht, dass hier mehrere zehntausend Muslime sind, die hier schrittweise ihre Sachen durchsetzen werden. Ich habe darüber mehrmals mit dem maltesischen Premier gesprochen, der mir gesagt hat, dass das Problem nicht ist, dass sie kommen, sondern dass sie den Charakter des Landes verändern. Und wir wollen nicht die Traditionen des Landes verändern, welches auf den kyrillo-methodischen Traditionen aufgebaut ist. Auf etwas, was hier ganze Jahrhunderte besteht. Deshalb seien wir ehrlich und sagen wir uns, dass es so nicht gehen kann.“

Wegen seiner Äußerungen bezogen auf Flüchtlinge und Migranten drohte die Sozialdemokratische Partei Europas (SPE) im Juni 2016 mit dem Ausschluss von Ficos Smer-Partei.